# Россано Гальтаросса
Россано Гальтаросса  (італ. Rossano Galtarossa, 6 липня 1972) — італійський веслувальник, олімпійський чемпіон.

## Виступи на Олімпіадах
| Олімпіада      | Дисципліна     | Місце |
| -------------- | -------------- | ----- |
| Барселона 1992 | четвірка парна | 3     |
| Атланта 1996   | четвірка парна | 4     |
| Сідней 2000    | четвірка парна | 1     |
| Афіни 2004     | двійка парна   | 3     |
| Пекін 2008     | четвірка парна | 2     |